# 儿童电视节目
兒童電視節目是為兒童策劃、以兒童為目標收視群的電視節目，電視節目的內容主要是娛樂、學校教育、學齡前教育或社會教育。播放時間通常是上學前及放學後。節目通常使用兒童較感興趣的表現方式，例如布偶、動畫、童话剧等，加之鮮豔的色調，部份兒童電視節目會設計成適合親子或阖家共同觀賞。